# Individualismo
El individualismo es la posición moral, filosófica, política o ideológica que "enfatiza la dignidad moral del individuo". Los individualistas promueven el ejercicio de los objetivos y los deseos propios y en tanto la independencia y la autosuficiencia mientras se oponen a la mayoría de las intervenciones externas sobre las opciones personales, sean estas sociales, estatales, o de cualquier otro tipo de grupo o institución. En el lado opuesto encontramos el colectivismo.
El individualismo hace del individuo su centro y en tanto comienza «con la premisa fundamental de que el individuo humano es de importancia primaria en la lucha por la liberación. Los derechos humanos y la libertad son la substancia de estas teorías. El liberalismo, el existencialismo y el anarquismo individualista son ejemplos de movimientos que toman al individuo humano como unidad central de análisis».
También ha sido usado como término denotando «la cualidad de ser un individuo; una peculiaridad». El individualismo es también asociado con intereses y estilos de vida artísticos y bohemios donde existe una tendencia hacia la autocreación y la experimentación opuesta o elusiva de la tradición o las opiniones y comportamientos populares o de masas y por lo tanto con una posición filosófico-ética humanista.

## Origen y desarrollo del individualismo
Las primeras ideas del individualismo surgieron de la escuela cínica, escuela que abogaba por la total libertad del individuo mediante el desprendimiento de bienes materiales, la sátira y la toma de decisiones según el propio ser. En la Edad Media se desarrolla el concepto del alma individual humana y de la salvación individual. Estas fueron la base para el concepto más elaborado de individualismo que conocemos hoy. Estas ideas fueron drásticamente modificadas durante la revolución industrial. Cuando pasó de ser una salvación individual a ser todo un sistema de trabajo individual y de ganancia individual con el surgimiento del capitalismo. Ese nuevo concepto se acerca más al de la actualidad pero tuvo que sufrir una gran serie de cambios para llegar a su forma actual. En los siglos XX y XXI el individualismo ha ido adquiriendo fuerza sobre el colectivismo; muchos de los países que habían optado por el colectivismo cambiaron a sistemas más individualistas como fue el caso de Alemania y China. Estos países pasaron y todavía están pasando por un proceso de adaptación a este nuevo sistema. Esto a causa de la economía globalizada que apoya a los sistemas capitalistas del individualismo pero también por fallas gubernamentales a la hora de implantar los ideales del colectivismo. Los cuales a su vez pudieron haber sido influenciados por la caída de la Unión Soviética. Estos factores convierten al individualismo en la ideología dominante en la actualidad (principios del siglo XXI). La mayoría de los países del mundo han adaptado un sistema individualista lo que dificulta el surgimiento de otras ideologías alternas. Aunque el colectivismo permanece existente en algunos países.

## Diferencias culturales internacionales
| +60 hasta +70 +50 hasta +60 +40 hasta +50 +30 hasta +40 +20 hasta +30 | +10 hasta +20 0 hasta +10 | -10 hasta 0 -20 hasta −10 -30 hasta −20 -40 hasta −30 Sin datos |

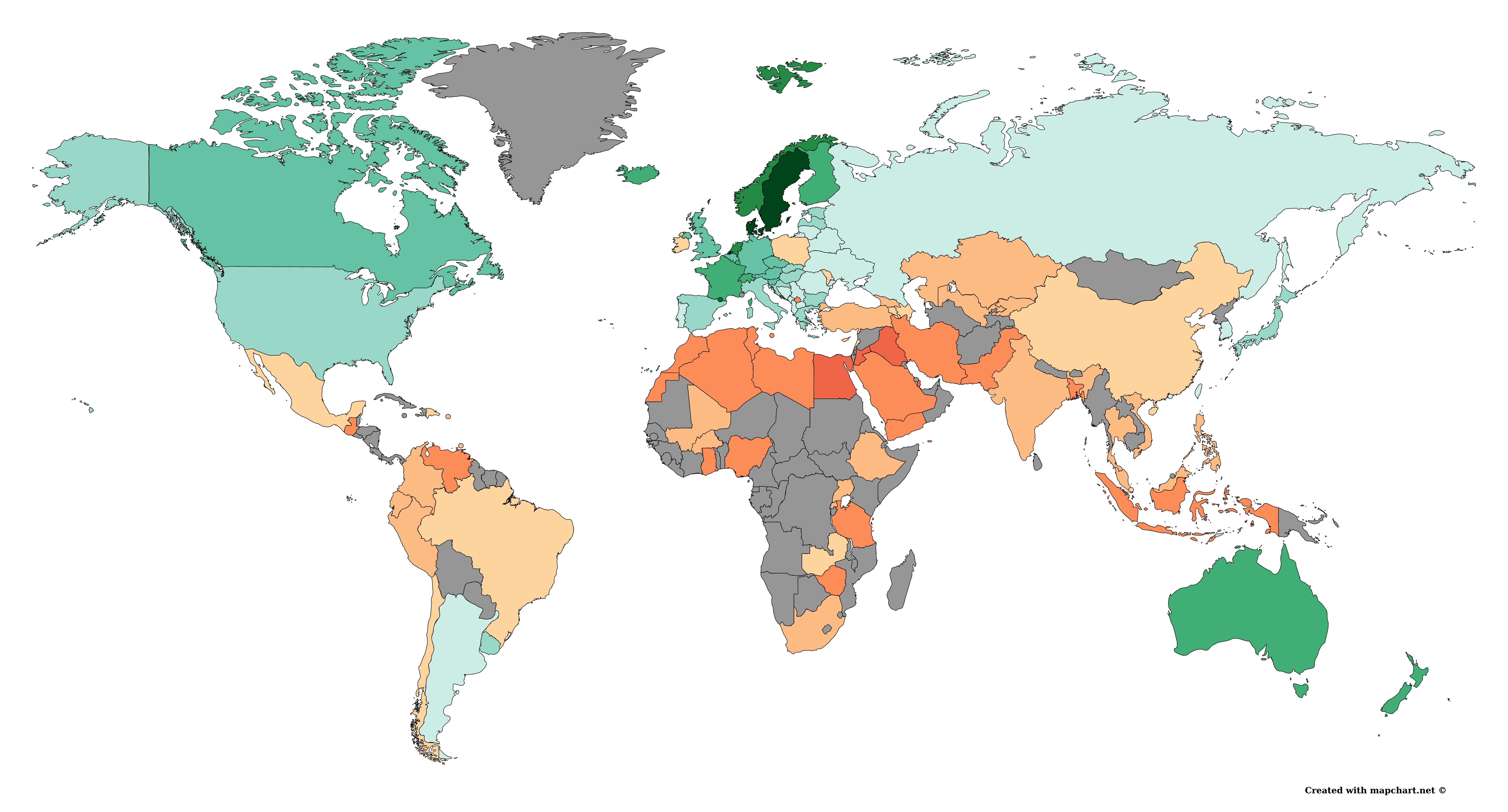
En comparación con la media mundial, los países en color rojo tienen culturas más colectivistas mientras que los países en color verde tienen culturas más individualistas.

Las diferencias culturales entre individualismo y colectivismo son diferencias en nivel no en tipo. Todas las culturas tienen rasgos individualistas y colectivistas. Existe una fuerte relación entre el desarrollo económico y el individualismo - colectivismo cultural. A nivel mundial, las regiones económicamente desarrolladas, como Europa Occidental, Australia, América del Norte y Japón tienen culturas más individualistas mientras que las regiones en desarrollo, como Oriente Medio y el Norte de África, África Subsahariana, India, el Sudeste Asiático y América Central tienen culturas más colectivistas.

## Individualismo metodológico
El individualismo metodológico es un método ampliamente utilizado en las ciencias sociales. Sostiene que todos los fenómenos sociales —estructura y cambios— son en principio explicables por elementos individuales, es decir, por las propiedades de los individuos, como pueden ser sus metas, sus creencias y sus acciones. Sus defensores lo ven como una filosofía-método destinada a la explicación y comprensión amplia de la evolución de toda la sociedad como el agregado de las decisiones de los particulares. En principio es un reduccionismo, es decir una reducción de la explicación de todas las grandes entidades con referencias en las más pequeñas. 
El individualismo metodológico niega que una colectividad sea un organismo autónomo que toma decisiones, y exige que las ciencias sociales fundamenten sus teorías en la acción individual. Esta idea también ha sido utilizada para atacar, entre otras ideas, al historicismo, el funcionalismo estructuralista, el 'sociologismo' o creencia que las funciones de la clase social, los roles de género, o la etnia como factores determinantes del comportamiento individual.

## Individualismo como un objeto de estudio
Los efectos del individualismo en los tiempos más cercanos (XX y XXI) han convertido a este en un objeto de estudio común. La controversia existente entre la superioridad del individualismo contra el colectivismo es uno de los temas más abarcados en las ciencias sociales. Existe pues una serie de estudios e investigaciones que abarcan todos los aspectos de estos temas. Aspectos tales como la adaptación a un nuevo sistema, la aculturación provocada por estos cambios y más comúnmente la controversia entre el colectivismo vs individualismo. Es notable que haya provocado un gran interés en años recientes.

## Otras acepciones

### En el diccionario
Fuera del lenguaje «filosófico» y «sociológico» se define al individualismo como una forma de actuar según el propio criterio y no de acuerdo con el de la colectividad.[cita requerida]

### En el lenguaje común
Individualismo es comúnmente usado como sinónimo de: narcisismo, egoísmo psicológico, etc. Este uso, mayoritariamente peyorativo, se asocia a menudo al consumismo. En el ensayo La traición de las élites y la traición a la democracia de Cristopher Lasch se nos muestra un ejemplo contemporáneo de un comportamiento individualista. Con una connotación más neutra se considera al individualismo una forma de desarrollar y potenciar herramientas, que permitan encontrarnos siempre en la búsqueda de nuestra propia identidad, de algo que nos «distinga y diferencie» del resto de las personas.

## Individualismo filosófico

### Objetivismo
El objetivismo es un sistema filosófico creado por la filósofa y novelista Ayn Rand (1905-1982) que sostiene: la realidad existe independientemente de la conciencia; Los seres humanos ganan conocimiento racionalmente de la percepción a través del proceso de formación de conceptos y la lógica inductiva y deductiva; El propósito moral de la vida de uno es la búsqueda de la propia felicidad o del propio interés racional. Rand piensa que el único sistema social compatible con esta moralidad es el pleno respeto de los derechos individuales, incorporados en el puro capitalismo laissez faire; Y el papel del arte en la vida humana es transformar las más amplias ideas metafísicas del hombre, mediante la reproducción selectiva de la realidad, en una forma física -una obra de arte- que pueda comprender y responder a las emociones. El objetivismo celebra al hombre como su propio héroe, "con su propia felicidad como el propósito moral de su vida, con el logro productivo como su actividad más noble, y la razón como su único absoluto".

### Librepensamiento
El librepensamiento sostiene que los individuos no deben aceptar ideas propuestas como verdad sin recurrir al conocimiento y a la razón. Así, los librepensadores se esfuerzan por construir sus opiniones sobre la base de los hechos, la investigación científica y los principios lógicos, independientemente de cualquier falacia lógica o de los efectos limitadores de la autoridad, el sesgo de la confirmación, el sesgo cognitivo, la sabiduría convencional, la cultura popular, los prejuicios, el sectarismo, la tradición , Leyenda urbana, y todos los otros dogmas. Con respecto a la religión, los librepensadores sostienen que no hay pruebas suficientes para validar científicamente la existencia de fenómenos sobrenaturales.

### Egoísmo ético
El egoísmo ético (también llamado simplemente egoísmo) es la posición ética normativa que los agentes morales deben hacer lo que está en su propio interés. Se diferencia del egoísmo psicológico, que afirma que las personas solo actúan en su propio interés. El egoísmo ético también difiere del egoísmo racional, que sostiene meramente que es racional actuar en el propio interés. Sin embargo, estas doctrinas pueden ocasionalmente ser combinadas con el egoísmo ético.
El egoísmo ético contrasta con el altruismo ético, que sostiene que los agentes morales tienen la obligación de ayudar y servir a los demás. El egoísmo y el altruismo contrastan con el utilitarismo ético, que sostiene que un agente moral debe tratarse a sí mismo (también conocido como el sujeto) sin mayor consideración que el que uno tiene para los demás (como hace el egoísmo al elevar los intereses propios y el "yo" A un estado que no se concede a los demás), pero que tampoco (como el altruismo) sacrifica sus propios intereses para ayudar a los intereses de los demás, siempre y cuando los propios intereses (es decir, los propios deseos o bienestar) sean sustancialmente equivalentes A los intereses y bienestar de los demás. Egoísmo, utilitarismo y altruismo son todas formas de consecuencialismo, pero el egoísmo y el altruismo contrastan con el utilitarismo, en el sentido de que el egoísmo y el altruismo son formas centradas en el agente del consecuencialismo (es decir, centradas en el sujeto o subjetivas) Objetiva e imparcial), ya que no trata los propios intereses del sujeto (es decir, el yo, es decir, los "agentes" morales) como más o menos importantes que si los mismos intereses, deseos o bienestar fueran de los demás.
El egoísmo ético, sin embargo, no requiere que los agentes morales dañen los intereses y el bienestar de los demás al hacer la deliberación moral; p.ej. Lo que está en el interés personal de un agente puede ser incidentalmente perjudicial, beneficioso, o neutral en su efecto en otros. El individualismo permite que el interés y el bienestar de los demás sean ignorados o no, siempre y cuando lo que se elija sea eficaz para satisfacer el interés propio del agente. Tampoco el egoísmo ético implica necesariamente que, al perseguir el interés propio, siempre se debe hacer lo que uno quiere hacer; p.ej. En el largo plazo, el cumplimiento de los deseos a corto plazo puede resultar perjudicial para el yo. El placer fugaz, entonces, toma un asiento trasero a la eudaemonia prolongada. En palabras de James Rachels, "El egoísmo ético [...] endosa el egoísmo, pero no endosa la locura".
El egoísmo ético es a veces la base filosófica para apoyar el libertarianismo o el anarquismo individualista como en Max Stirner, aunque también pueden basarse en motivaciones altruistas. Se trata de posiciones políticas basadas en parte en la creencia de que los individuos no deben impedir coactivamente a otros ejercer la libertad de acción.

## Individualismo económico
La doctrina del individualismo económico sostiene que a cada individuo se le debe permitir la autonomía para tomar sus propias decisiones económicas en contraposición a aquellas decisiones que toman el estado, la comunidad, la corporación, etc. para él.

### Liberalismo
El liberalismo clásico es una ideología política que se desarrolló en el siglo XIX en Inglaterra, Europa Occidental y las Américas. Siguió a formas anteriores de liberalismo en su compromiso con la libertad personal y el gobierno popular, pero se diferenció de las formas anteriores de liberalismo en su compromiso con los mercados libres y la economía clásica. Notables liberales clásicos en el siglo XIX incluyen a Jean-Baptiste Say, Thomas Malthus y David Ricardo. El liberalismo clásico se revivió en el siglo XX por Friedrich Hayek, y posteriormente desarrollado por Milton Friedman, Robert Nozick, Loren Lomasky y Jan Narveson. La frase liberalismo clásico también se utiliza a veces para referirse a todas las formas de liberalismo anteriores al siglo XX.

### Libertarismo de derecha
El libertarismo derechista es una corriente de formas no-colectivistas de libertarismo o una variedad de diferentes puntos de vista libertarios, las cuales algunos etiquetan "derecha" del liberalismo tradicional, incluyendo el "conservadurismo libertario" [cita requerida].
El libertarismo de derecha se refiere a las filosofías políticas libertarias que abogan por los derechos negativos, la ley natural y una inversión radical del estado de bienestar moderno. Los libertarios de derecha apoyan firmemente los derechos de propiedad privada y defienden la "distribución desigual" de los recursos naturales y la propiedad privada. Esta posición se contrasta con la de algunas versiones del liberalismo izquierdista, que sostienen que los recursos naturales pertenecen a todos de una manera igualitaria, no poseída o poseída colectivamente. El libertarismo de derecha incluye pero no se limita a ideologías como el anarcocapitalismo y el laissez-faire, el liberalismo minarquista, entre otras.

## Principales figuras del Individualismo
Dentro de los principales exponentes de la historia del individualismo pueden mencionarse personas como el filósofo Antístenes, uno de los impulsores de la escuela filosófica cínica, que abogaba por el desapego de la sociedad y los placeres mundanos en favor del individuo. En el siglo XIX, los filósofos Henry David Thoreau y Ralph Waldo Emerson impulsaron las ideas individualistas en América a través de su literatura. Este último, en su ensayo Self-Reliance, defendía posturas que promovían alcanzar el autoconocimiento e independencia de la persona. Ya a comienzos del siglo XX, los principios pedagógicos de John Dewey y la escuela progresista contribuyeron a fomentar definitivamente el individualismo en los Estados Unidos.